# Palaemonella burnsi
Palaemonella burnsi är en kräftdjursart som beskrevs av Lipke Bijdeley Holthuis 1973. Palaemonella burnsi ingår i släktet Palaemonella och familjen Palaemonidae. Inga underarter finns listade i Catalogue of Life.